# Heșvan
Heshvan (חֶשְׁוָן‎ sau Marheshvan, din limba akkadiană waraḫsamnu) este a doua lună după calendarul ebraic „civil” și a opta lună a anului după calendarul ecleziastic. În Biblie este numită Bul (Yerakh Bul). (de pildă, în Cartea I a Regilor, 6:38). 
Lungimea lunii este variabilă, ceea ce înseamnă că poate dura atât 29, cât și 30 de zile. Este o lună de toamnă de 29 de zile, cu excepția anilor de 355 sau 385 de zile, când are 30 de zile.

## Etimologie
Luna Heshvan își trage numele de la a opta lună akkadiană - wara'hsamnu si se pare că în ebraică a avut loc o anumită inversiune a locului consoanelor mem și waw. Primele litere din Marheshvan, au fost mai tarziu interpretate ca reprezentând cuvântul ebraic mar, adică amar, și ca aluzie la faptul ca lunea aceasta nu conține nici zile de sărbătoare, nici de post, cu exceptia sărbătorii Sigd a evreilor etiopieni (Beta Israel) . Mar ar putea însemna și „picătură mică de apă”, aluzie la anotimpul ploios.   
Si denumirea Bul s-ar referi la ofilirea ierbii (balè = se ofilește) și la existența in casa a unor alimente mixte - petrnu oameni si animale (bolelin).  Alții cred ca vine de la cuvantul yevul (recoltă) deoarece in acesta luna începe în Israel aratul și semănatul. O altă ipoteza se referea la Mabul, potop, deoarece, după Midrash în luna aceasta cad ploi și în timpul ei a început Potopul din vremea lui Noe.

## Perioadă (5761–5860)
| Durata anului | Începutul lunii (calendar gregorian) | Sfârșitul lunii (calendar gregorian) |
| ------------- | ------------------------------------ | ------------------------------------ |
| 353 de zile   | 16 octombrie–3 noiembrie             | 14 noiembrie–2 decembrie             |
| 354 de zile   | 15 octombrie–2 noiembrie             | 13 noiembrie–2 decembrie             |
| 355 de zile   | 15 octombrie–1 noiembrie             | 14 noiembrie–2 decembrie             |
| 383 de zile   | 5 octombrie–15 octombrie             | 3 noiembrie–13 noiembrie             |
| 384 de zile   | 6 octombrie–14 octombrie             | 4 noiembrie–12 noiembrie             |
| 385 de zile   | 4 octombrie–14 octombrie             | 3 noiembrie–13 noiembrie             |

## Sărbători înHeșvan
| Zi/Zile | Celebrarea | Notă |
| ------- | ---------- | ---- |
| 29      | Sigd       |      |

## Sărbători și particularități în cult
- 7 Marheshvan: La rugăciunea de Amidá sau Shmone esre (Optsprezece) se adauga rugăciunea „Ten tal umatar” (תן טל ומטר) Dă-ne rouă și ploaie. Daca pana la 17 ale lunii nu a căzut ploaia, de vor adăuga rugaciuni suplimentare speciale.
- Posturile Behav: După un obicei în majoritatea comunităților evreiești așkenaze din Europa de est, în  prima sâmbătă de după începutul lunii (Rosh hodesh Heshvan - Luna nouă), se recită o rugăciune pentru toți cei care vor posti în zilele numite Behav בה"ב:în a doua zi a săptămânii - lunea (numită în ebraică ziua bet - yom beit ב) , a cincea zi a săptămânii - joia - adica ziua hey - yom hey,  și în următoarea zi de luni,-iarăși yom beit ב). În aceste zile, in afară de post, se rostesc și rugăciunile penitențiale Slihot. Sunt si comunități sefarde care au adoptat acest obicei. La evreii de rit așkenaz de vest, ca și la cei din estul Europei, mai ales din teritoriile vechiului regat al Ungariei, a doua zi de luni dintre zilele Behav este lunea dinainte de Luna Noua Kislev, joia este joia care o precede, și prima zi de luni de post, este lunea care o precedă pe aceasta, iar Sâmbăta în care se recită rugăciunea pentru cei ce tin Behav este sâmbăta precedentă. Zilele Behav de post sunt respectate și la începutul lunii Iyar - atat în ritul așkenaz de vest cât și în cel de est.
- 29 Marheshvan - Sigd - sărbătoare pe care evreii Beta Israel, originari din Etiopia, o celebrează la 29 Marheshvan, la 50 zile după Iom Kipur, in mod analog cu cele 50 zile dintre Pesah și Shavuot.  Din 2008 sărbătoarea Sigd este recunoscută în statul israel ca sărbătoare religioasă oficială.[3]

## Evenimente și aniversări în istoria evreilor și a iudaismului
- 8 Marheshvan - anul 66 - victoria răsculaților evrei asupra romanilor la pasul Beit Horon, unde au căzut 5300 infanteriști și 380 călăreți romani

(după Josephus Flavius - Războaiele evreilor 2.19.9:551-555)
- 11 Marheshvan - după tradiție aprox. 2105 î.Hr  -  moartea lui Matusalem (Metushelah) la 969 ani
- 11 Marheshvan - după tradiție 1553 î.Hr - moartea Rahilei la nașterea lui Beniamin.
- 12 Marheshvan -  1995 - Asasinarea lui Itzhak Rabin - zi memorială oficială în Israel
- 15 Marheshvan - Regele Ieroboam (Yaravam) sărbătorește o festivitate alternativă a Sukkotului, pentru locuitorii din Regatul Israelului sau al Samariei.(Cartea I a Regilor 12:32-33)
- 15 Marheshvan -  165 î.Hr-  Moartea lui Matityahu  (Matatia), preotul evreu care a ridicat steagul răscoalei Macabeilor în orasul Modiyin
- 16 Marheshvan - 1938 -  Noaptea de cristal - pogrom nazist în întreaga Germanie, în care 1400 sinagogi și numeroase copii ale Torei și Bibliei ebraice au fost distruse prin incendiere
- 16 Marheshvan -  1994 - Moartea lui Shlomo Carlebach, rabin și muzician
- 17 Marheshvan - dupa tradiție prin 960 î.Hr - Zidirea Primului Templu din Ierusalim este terminată sub regele Solomon (Cartea I a Regilor 6:38)/. va fi inaugurat, însă, în luna Kislev din anul următor.
- 20 Marheshvan - 1860 -  Nasterea lui rabbi Shalom Dov Beer Schneersohn, al cincilea mare rabin (admor) din Lubavici (al hasidismului Habad)
- 23 Marheshvan  - 164  î.Hr - Sărbătoare hasmoneeană care a comemorat scoaterea din Templul de la Ierusalim a pietrelor de altar pângărite de greci